# Midhat Pasha souq
Midhat Pasha souq (in arabo سُوق مِدْحَت بَاشَا‎?, Sūq Midḥat Bāšā) chiamato anche Al-Taweel Souq (in arabo سُوق الطَّوِيل‎?, Sūq aṭ-Ṭawīl, italiano: Mercato Lungo) è un Bazar storicamente importante che forma la frazione occidentale della Strada Chiamata Diritta a Damasco in Siria.

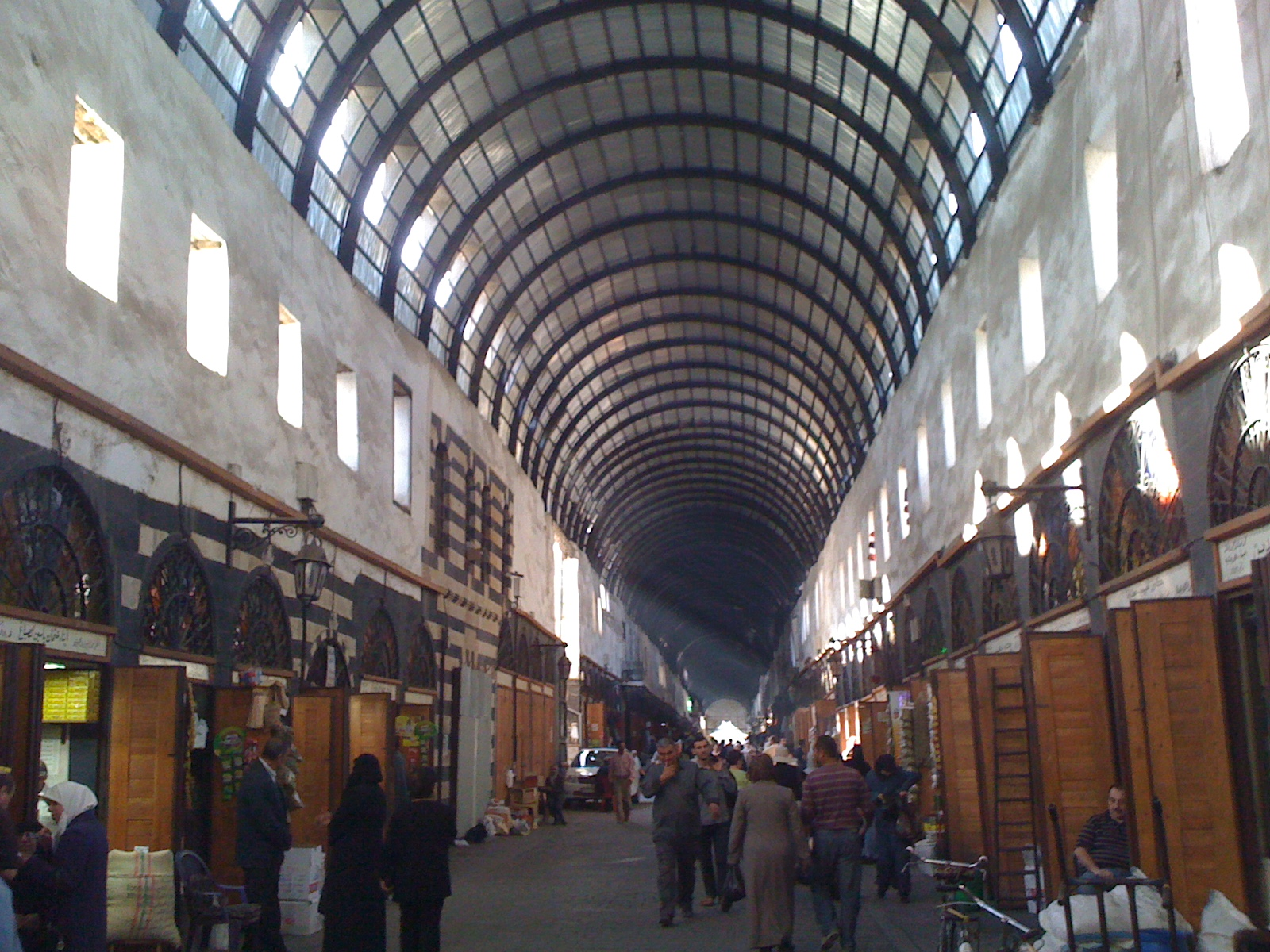
Midhat Pasha Souq

Durante la guerra civile siriana, qui hanno avuto luogo alcune manifestazioni.